# Staalduifje
Het staalduifje (Chalcopelia afra) is een vogelsoort uit de familie duiven (Columbidae).

## Kenmerken
De doffer heeft een wit onderlichaam en een grijze kop met helderrode wangen met een opvallend wit voorhoofd. De vleugels en rug hebben een grijsbruine tint. De vlerkjes hebben bovendien paarsblauwe vlekken en de randen van de veren zijn zwart gezoomd. Keel en borst zijn rood. De snavel is zwart, de ogen rood en de poten roserood. Het vrouwtje is minder scherp gekleurd en getekend en is ook qua lichaamsbouw iets kleiner. De lichaamslengte bedraagt ongeveer 20 centimeter.

## Voortplanting
De vogels bouwen hun nest laag bij de grond in dicht struikgewas. Twee broedsels per seizoen zijn vrij normaal. Na twee weken afwisselend broeden komen de jongen uit het ei.

## Verspreiding
De vogel is inheems in Afrika.